# Elisa Lateur
Elisa Lateur (Roubaix, 1866 – 1950) was vanaf 1927 de eerste huisbewaarster van het Gezellemuseum. Daarvoor was ze onder andere actief als huishoudster en uitbaatster van een bakkerswinkel. Ze was een nicht van dichter Guido Gezelle (1830-1899) en de oudere zus van romanauteur Stijn Streuvels (pseudoniem van Frank Lateur; 1871-1969).

## Levensloop
Marie Elise Amandine Lateur (roepnaam Elisa) werd op 21 mei 1866 geboren in Roubaix als kind van kleermaker Camille Lateur (1841-1897) en Louise Gezelle (1834-1909), een jongere zus van dichter Guido Gezelle. Haar ouders verhuisden na het uitbreken van de Frans-Duitse Oorlog in 1870 terug naar West-Vlaanderen en vestigden zich in Heule. Daar werden Elisa’s broers Frank (1871-19
69), Karel (1873-1949) en zus Maria Lateur (1877-1946) geboren. Frank Lateur zou later bekend worden als auteur onder het pseudoniem Stijn Streuvels.
Nadat haar tante Amandine Lateur in 1881 was overleden, trok Elisa op vijftienjarige leeftijd in bij haar twee ooms in Avelgem om voor het huishouden te zorgen en hun bakkerswinkel te runnen. In mei 1887 verhuisde haar familie eveneens naar Avelgem om de bakkerij over te nemen van haar ooms. Vanaf dat moment beheerde Elisa samen met haar moeder de bakkerswinkel. Haar broer Frank was de bakker van dienst, tot hij in 1905 trouwde met Alida Staelens (1879-1975) en besloot om zich geheel aan het schrijven te wijden. Na het huwelijk van haar broer verhuisde Elisa samen met haar moeder naar Brugge.
Toen in 1927 het Gezellemuseum werd geopend in het ouderlijk huis van haar moeder aan de Rolweg, werd Elisa de eerste huisbewaarster van het museum. Ze woonde er samen met haar broer Karel, die er een atelier had als beeldhouwer en haar assisteerde bij haar taak. Na de dood van Karel in 1949 woonde ze een tijdje bij haar broer Frank in het Lijsternest in Ingooigem. Toen haar gezondheid achteruitging, verhuisde ze naar een verzorgingstehuis in Machelen, waar ze enkele maanden later op 14 oktober 1950 overleed op 84-jarige leeftijd.

## Trivia

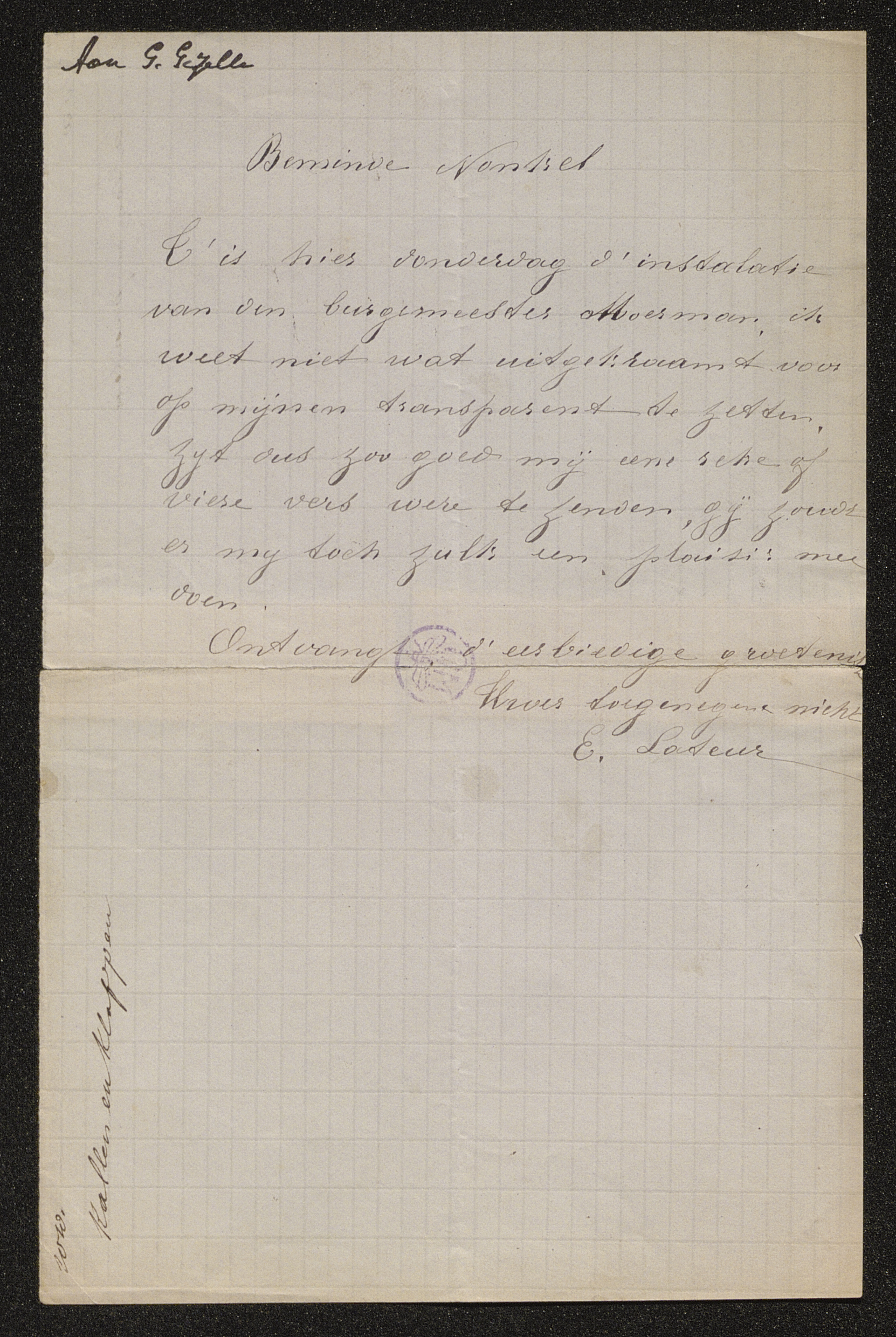
Brief geschreven in januari 1885 door Elisa Lateur aan haar oom Guido Gezelle.

De brieven die Elisa Lateur schreef aan haar oom Guido Gezelle zijn online raadpleegbaar via de website van het Guido Gezellearchief.